# Amatenango de la Frontera
Amatenango de la Frontera är en kommun i Mexiko.   Den ligger i delstaten Chiapas, i den sydöstra delen av landet, 900 km sydost om huvudstaden Mexico City. Antalet invånare är 29 547. Arean är 171 kvadratkilometer.
Terrängen i Amatenango de la Frontera är huvudsakligen bergig, men åt sydväst är den kuperad.
Följande samhällen finns i Amatenango de la Frontera:
- Río Guerrero
- Miguel Hidalgo
- Francisco I. Madero
- La Montaña
- Nueva Providencia
- Aguacatillo
- Buenavista
- La Rinconada
- Tapitzalá Número Dos
- Nuevo Recuerdo
- Ojo de Agua
- La Lagunita
- El Zapotal
- Monte Verde
- Plan Grande
- Sabinalito
- Palestina
- Huixquilar
- Villa Hidalgo
- El Progreso
- Chiquisbil
- Nueva Victoria
- Altamirano
- Regadillo
- El Retiro
- Flor de Mayo
- Nueva Libertad
- Granadillal
- Naranjal
- Nuevo Belén
- San Jerónimo
- Las Marías
- La Pureza
- El Zapotal
- Nueva América
- Sonora
- Barrio Nuevo
- Platanillo
- San José
- Los Ángeles
- El Nancito
- Mira Morelia
- El Limón
- Carrizalito
- El Bañadero
- Zacatonal
- Peña Bermeja
- Bienestar Social
- La Playa